# Expand
expand je program, který konvertuje tabulátory do skupin mezer. Je k dispozici pro unixové operační systémy.

## Příklad
```
$ echo -e "foo\tbar" | expand | xxd -g 1 -u
00000000: 66 6F 6F 20 20 20 20 20 62 61 72 0A              foo     bar.
$ echo -e "foo\tbar" | xxd -g 1 -u
00000000: 66 6F 6F 09 62 61 72 0A                          foo.bar.
$
```

Ve výše uvedeném příkladu příkaz echo vytiskne řetězec textu, který obsahuje znak tabulátoru a potom je směrován do vstupu příkazu expand. Výsledný výstup se zobrazí v šestnáctkové soustavě jako znak xxd výpisového příkazu. V druhém případu je stejný echo výstup poslán přímo na vstup příkazu xxd. Porovnáním těchto dvou výpisů můžeme vypozorovat, že expand příkaz konvertuje tabulátory (zobrazené jako \t v echo příkazu) do mezer.